# ニッテツ八幡エンジニアリング
ニッテツ八幡エンジニアリング（ニッテツやはたエンジニアリング）は、かつて存在した新日鐵住金グループの企業である。旧・新日本製鐵（新日鉄）八幡製鐵所の設備部門の一部の機能を分社化して設立された。
2014年10月1日に日鉄住金テックスエンジ（現日鉄テックスエンジ）と合併した。

## 概要
鉄鋼関連設備などの産業機械や、電気設備・計装設備の設計・製作・施工、ファインセラミックス製部品の製造・販売などを行う。本社は八幡製鐵所に近接する福岡県北九州市戸畑区飛幡町。製鉄所内にも拠点（エンジニアリングセンター、ファインセラミックス加工場）を持つ。

## 沿革
- 1996年（平成8年）6月3日 - ニッテツ八幡エンジニアリング株式会社発足。
- 2006年（平成18年）4月1日 - ニッテツ大阪エンジニアリング株式会社からファインセラミックス事業を移管。
- 2014年（平成26年）10月1日 - 日鉄住金テックスエンジ（現日鉄テックスエンジ）と合併。